# Nakajima Utako
Nakajima Utako (中島 歌子), née le 14 décembre 1844 à Edo ou Sakado dans la préfecture de Saitama et morte le 30 janvier 1903, est une poétesse japonaise de l'ère Meiji. Elle est connue comme fondatrice de l'école de poésie Haginoya (萩の舎), également fréquentée par Ichiyō Higuchi.

## Biographie
Nakajima Utako est la deuxième fille de Nakajima Matazaemons (中島又左衛門). Son nom d'enfance est Tose (とせ). En tant que descendants de l'important homme d'État Ōta Dōkan, bâtisseur du château d'Edo, les Nakajima sont connus depuis des générations comme chefs de village. La maison Fukushima (福島), dont est issue la mère d'Utako, est de nouveau une puissante maison de commerce et fournisseur de cour du shōgunat. La mère, qui travaille à l'intérieur du château de Kawagoe, est en mesure d'établir des relations étroites avec la maison Nabeshima.
À 10 ans, Utako est demoiselle d'honneur dans la gestion des propriétés des plus hauts fonctionnaires de la province de Harima (aujourd'hui Hyōgo), Matsudaira (松平). À l'âge de 18 ans, elle épouse Hayashi Chūzaemon (林忠 左衛門), un vassal du domaine de Mito, et s'installe avec lui à Mito. Mais celui-ci est gravement blessé en 1864, peu avant la restauration de Meiji, et finit par se suicider. Après la restauration de Meiji, Utako retourne à Edo, qui s'appelle maintenant Tokyo, et reçoit de Katō Chinami (加藤 千浪) une formation à la poésie japonaise (précisément au genre waka) et à la calligraphie. Elle se fait connaître en tant que poète de l'ancienne école. Vers 1877, elle fonde l'école de poésie « Haginoya » où sont formées des femmes issues principalement des classes moyennes et supérieures. Au total, plus de 1000 femmes sont diplômées de cette école, dont Ichiyō Higuchi et Miyake Kaho (三宅 花圃).

## Source de la traduction
- (de) Cet article est partiellement ou en totalité issu de l’article de Wikipédia en allemand intitulé « Nakajima Utako » (voir la liste des auteurs).
- Notices d'autorité :   - VIAF
  - ISNI
  - BnF (données)
  - LCCN
  - Japon
  - Pays-Bas
  - WorldCat